# ادگار چادویک (بازیکن فوتبال، زاده ۱۸۹۱)
ادگار چادویک (انگلیسی: Edgar Chadwick؛ مارس ۱۸۹۱ – January quarter 1963) بازیکن فوتبال اهل بریتانیا بود.
از باشگاه‌هایی که در آن بازی کرده‌است می‌توان به باشگاه فوتبال بلکبرن روورز، باشگاه فوتبال کلیترو، باشگاه فوتبال مورکم، باشگاه فوتبال نلسون، باشگاه فوتبال بیکاپ بورو، و باشگاه فوتبال لانکستر اشاره کرد.